# ‘Ayy
‘Ayy är en departementshuvudort i Jordanien.   Den ligger i guvernementet Karak, i den centrala delen av landet, 100 km söder om huvudstaden Amman. ‘Ayy ligger 909 meter över havet och antalet invånare är 7 340.
Terrängen runt ‘Ayy är varierad. Runt ‘Ayy är det ganska tätbefolkat, med 120 invånare per kvadratkilometer. Närmaste större samhälle är ‘Izrā, 5,4 km nordost om ‘Ayy. Trakten runt ‘Ayy är ofruktbar med lite eller ingen växtlighet.